# Погрешен завой 3
„Погрешен завой 3“ (на английски: Wrong Turn 3: Left for Dead) е американски филм на ужасите от 2009 г.
Снимките на филма протичат в България. Издаден е на DVD и Blu-ray диск.

## Сюжет
Внимание:  Текстът по-долу разкрива сюжета на произведението (или части от него)!
Автобус със затворници катастрофира някъде в горите на Западна Вирджиния. Група от тях и полицай се сблъскват с канибалите.

## Актьорски състав
- Том Фредерик – Нейт Уилсън
- Джанет Монтгомъри – Алекс
- Кристиян Контрерас – Уилям Хуарес
- Джейк Кюрън – Крауфорд
- Том Маккей – Брандън
- Чъки Вен – Уолтър
- Борислав Петров – Три пръста